# Меркурий-Редстоун-2
Меркурий-Редстоун-2 — непилотируемый суборбитальный полёт по программе «Меркурий». Аппарат стартовал 31 января 1961 года, с шимпанзе по имени Хэм на борту. 
NSSDC ID — Mercury Redstone 2.

## Предыстория
МР-2 был частью проекта «Меркурий»  — первой программы пилотируемого космического полёта Соединённых Штатов. Предполагалось, что это будет завершающий тестовый полёт ракеты-носителя Меркурий-Redstone перед первой пилотируемой миссией.
Предыдущий полет Меркурия-Redstone, МР-1A, пошёл по слишком крутой траектории и сопровождался слишком большими для человека перегрузками. МР-1A достиг запланированного апогея (приблизительно 209 км) и приземлился на расстоянии 378 км. 
Меркурий-Редстоун-2 должен был лететь по более сглаженной траектории. Планируемые параметры полёта — апогей 185 км (115 миль) и дальность 467 км (290 миль).

## Полет

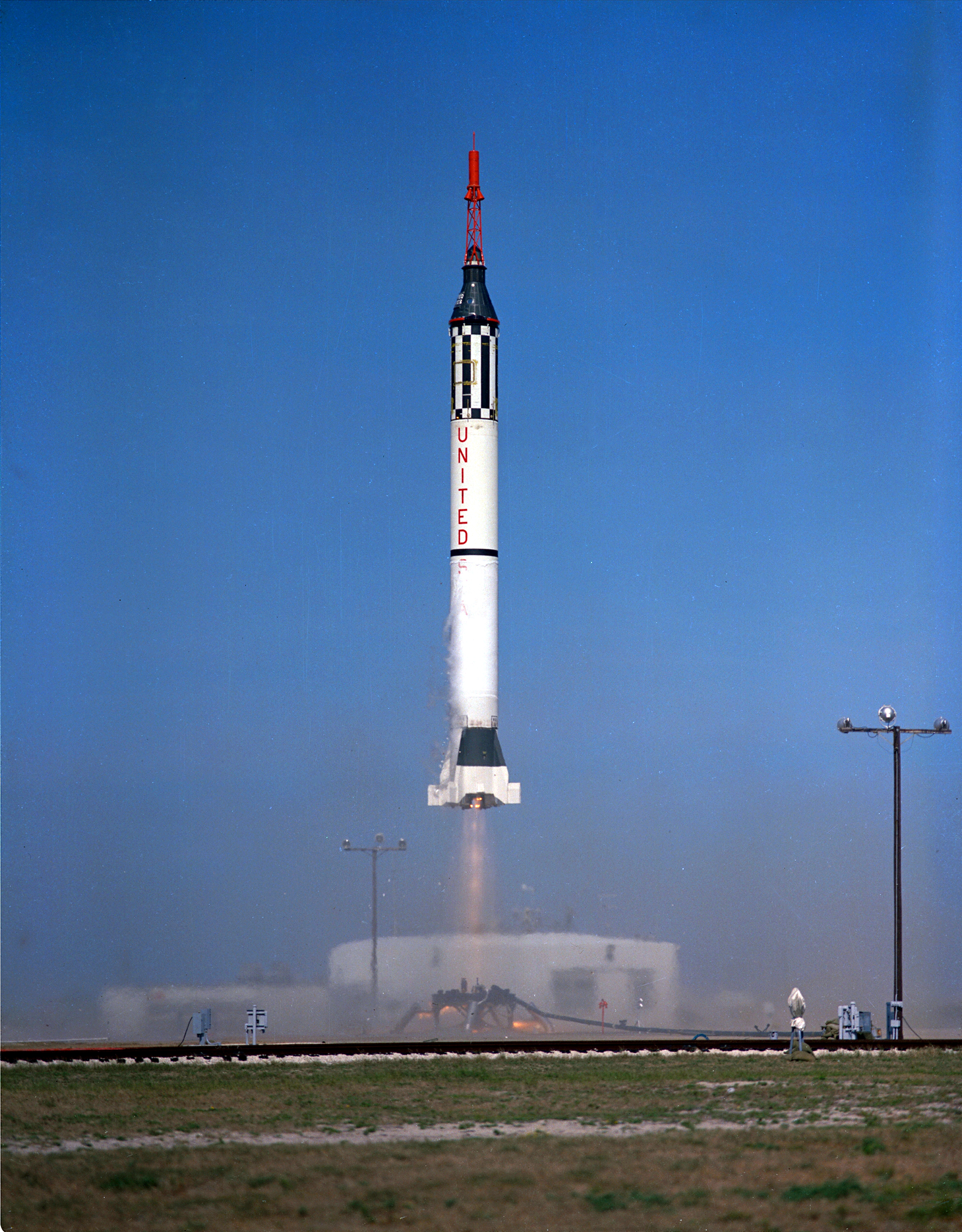
Старт Меркурий-Редстоун-2

Космический корабль № 5 содержал шесть новых систем, которых не было в предыдущих полетах: система жизнеобеспечения, система управления ориентацией, система контроля за состоянием окружающей среды, система  голосовых сообщений, система аварийного спасения (САС) «замкнутого контура» и пневматический мешок для мягкой посадки под днищем капсулы.
Шесть шимпанзе (четыре самки и два самца), двадцать медицинских специалистов и дрессировщики животных с авиабазы ВВС Holloman близ Аламогордо, штат Нью-Мексико, где шимпанзе жили и их дрессировали, 2 января 1961 года были перемещены в дальнюю часть Ангара «S» на мысе Канаверал, Флорида. Этих шимпанзе дрессировали на тренажерах Меркурия в течение трех недель. За день до полета были выбраны два шимпанзе для миссии: первый — самец Хэм, и дублер — шимпанзе (самка) Минни. Отбор был жёстким, но Хэм всех покорил своей энергией и хорошим настроением. Хэма назвали так в честь Аэромедицинского центра Holloman (Holloman Aero Medical, HAM). Хэм родился в Камеруне, Западная Африка (настоящее имя Чанг, Шимпанзе № 65). Он был куплен ВВС США 9 июля 1959 года.
В 12:53 UTC, 31 января 1961, животное было помещено в космический корабль. 
Обратный отсчёт был отложен почти на четыре часа из-за перегрева инвертора и нескольких других незначительных проблем.
В 16:55 UTC МР-2 стартовал. 
Спустя одну минуту после запуска, компьютеры сообщили что угол наклона траектории полёта превышает расчётный на 1 градус и увеличивается. 
Через две минуты компьютеры сообщили о перегрузке в 17 g (167 м/с за с). 
Через 2 минуты 17 секунд после старта датчики определили уменьшение подачи жидкого кислорода. Система аварийного спасения (САС) с обратной связью «ощутила» изменение давления в двигателе, а когда подача жидкого кислорода полностью прекратилась — сработала и отправила сообщение поисковым службам о прекращении полёта.
Большой угол наклона траектории полёта и раннее срабатывание САС привели к тому, что максимальная скорость космического корабля составила 2298 м/с (7540 футов/с) вместо запланированных 1970 м/с (6465 футов/с). Тормозная ДУ была сброшена во время аварийного прекращения полета и поэтому не могла использоваться, чтобы замедлить космический корабль. Всё это привело к перелёту запланированного места посадки на 209 км (130 миль) и апогею 253 км (157 миль) вместо 185 км (115 миль).
Другая проблема произошла в 2 минуты и 18 секунд после старта, когда давление в корабле понизилось с 38 до 7 кПа. Причина сбоя была найдена после полёта, сбой произошел из-за клапана трубки вентиляционного отверстия. Вибрация ослабила штифт в клапане трубки, что привело к открыванию клапана. Однако животное было в безопасности, так как находилось в собственном скафандре, закрепленном на ложементе, и не испытывало неприятных ощущений от падения давления внутри кабины. Давление в скафандре оставалось нормальным, температура поддерживалась в оптимальном диапазоне 16—26 °C.

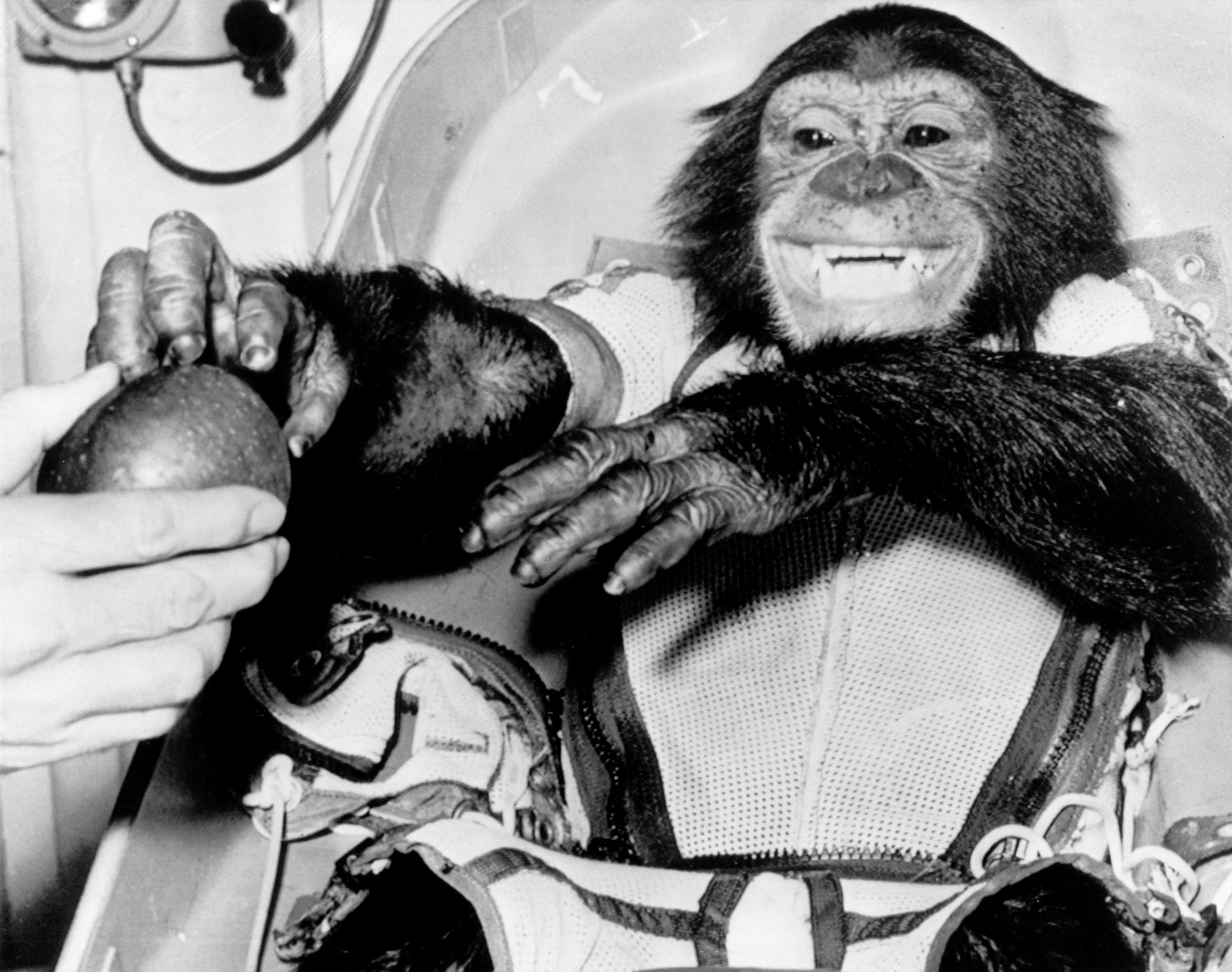
Хэм получает своё яблоко

Хэм находился в невесомости в течение 6,6 минут вместо запланированных 4,9 минут. Космический корабль приводнился в 679 км (422 мили) от точки старта через 16,5 минут полета. 
Хэм перенес перегрузку в 14,7 g (144 м/с за с) во время возвращения, почти на 3 g (29 м/с за с) больше, чем было запланировано.
Хэм выполнил свои задачи хорошо, дергая за рычаги приблизительно 50 раз во время полета. Бортовые камеры, снимавшие реакцию Хэма на невесомость, показали удивительно большое количество пыли и крошек, плавающих в невесомости внутри капсулы во время прохождения точки апогея.
Космический корабль приводнился около 12:12, вне видимости поисковых служб. Первый сигнал был получен приблизительно через 12 минут после приводнения, когда капсула находилась приблизительно в 96 км (60 миль) от ближайшего судна поисковых служб. Спустя двадцать семь минут после приводнения, поисковый самолет обнаружил плавающую капсулу, и направил спасательные вертолёты флота с ближайшего судна. 
Когда вертолеты прибыли, они нашли космический корабль повреждённым, плавающим на боку, в притопленном состоянии.  Теплозащитный экран, изготовленный на основе бериллия, ударившись о воду, прогнулся к основанию капсулы, пробив два отверстия в переборке. После того, как капсула легла на воду, повреждённый клапан начал пропускать морскую воду внутрь капсулы. Когда экипаж вертолёта в 18:52 UTC наконец подцепил и поднял космический корабль Хэма на борт, они оценили, что в капсуле было приблизительно 360 кг (800 фунтов) морской воды. Корабль перевезли и опустили на палубу военного корабля США Donner. Когда корабль был открыт, все увидели, что Хэм был в хорошем состоянии и с готовностью принял яблоко и половину апельсина.

## После полета
На момент старта Хэму было 3 года 8 месяцев. После его космического полёта его поместили в Национальный зоопарк в Вашингтоне, где он прожил 17 лет и затем в 1981 был переведен в зоопарк в Северной Каролине, чтобы жить с колонией других шимпанзе. Он умер 19 января 1983 в возрасте 26 лет. Животное похоронено на территории Музея истории исследования космоса в Аламогордо, Нью-Мексико. Он был одним из многих животных в космосе. Его дублер, шимпанзе Минни, была единственным шимпанзе-самкой, дрессируемым для программы «Меркурий». После того, как её роль в программе Меркурия закончилась, Минни стала частью программы разведения шимпанзе ВВС США, произвела девять потомков и помогала воспитывать детенышей нескольких других членов колонии шимпанзе. Она была последним живущим космическим шимпанзе. Она умерла в возрасте 41 года, 14 марта 1998 года.
Из-за большого количества сбоев во время полета, Меркурий-Редстоун все еще не был готов к пилотируемому полету. Полёт МР-3 был отложен для модернизации корабля, как и РН Меркурий-Редстоун.
Космический корабль Меркурий № 5, используемый в полёте Меркурий-Редстоун-2, в настоящее время находится в Калифорнийском научном центре, Лос-Анджелес, Калифорния.

## Хронология полёта
| T+ Время   | Событие                                      | Комментарий                                                                                             |
| ---------- | -------------------------------------------- | --- |
| T+00:00:00 | Старт                                        | Отрыв МР-2 от земли, начался отсчет бортового времени.                                                  |
| T+00:00:16 | Начало наклона                               | МР-2 отклоняется со скоростью 2°/с с 90° до 45°.                                                        |
| T+00:00:40 | Конец наклона                                | Угол полета МР-2 приближается к 45°.                                                                    |
| T+00:01:00 | Сбой                                         | Угол наклона достиг 46° и продолжает расти.                                                             |
| T+00:01:24 | Максимальное Q                               | Максимальная аэродинамическая нагрузка ~27.5 kPa (575 lbf/ft²).                                         |
| T+00:02:17 |                                              | Прекращение работы двигателя — уменьшение тяги 3 с ранее. Скорость 2,6 км/с (5857 миль/ч)               |
| T+00:02:17 | Отстрел капсулы                              | Срабатывание САС, послан сигнал поисковым группам.                                                      |
| T+00:02:18 | Работа по запасному варианту.                | Клапан трубки открылся, давление в капсуле понизилось с 38 до 7 кПа.                                    |
| T+00:02:19 | Сброс двигателей САС                         | Сброс двигателей САС, оголился теплозащитный экран.                                                     |
| T+00:02:20 | Башня САС                                    | Отстрел башни САС.                                                                                      |
| T+00:02:35 | Переворот капсулы                            | Система ASCS переворачивает капсулу на 180°, теплозащитным экраном вперед. Наклонение — 34°.            |
| T+00:05:00 | Апогей                                       | Апогей приблизительно 252,7 км (157 миль) на расстоянии 317 км (198 миль) от точки старта.              |
| T+00:05:45 | Капсулы не видно                             | Подготовка к началу поиска.                                                                             |
| T+00:06:20 | Маневр ориентации                            | ASCS стабилизирует капсулу — наклон 34°, вращение 0° крен по курсу 0°.                                  |
| T+00:08:24 | Маневр                                       | ASCS замечает начало вращения в 10°/с и парирует его.                                                   |
| T+00:10:47 | Тормозной парашют                            | Тормозной парашют вышел на высоте 6,7 км, замедлил скорость капсулы до 111 м/с, стабилизировал капсулу. |
| T+00:10:54 | Клапан                                       | Открывается атмосферный клапан на высоте 6 км. Система ECS насыщает капсулу кислородом.                 |
| T+00:11:24 | Главный парашют                              | Выход главного парашюта на высоте 3 км. Скорость спуска снижается до 9 м/с.                             |
| T+00:11:29 | Отстрел                                      | Отстрел тормозного парашюта, отстрел теплозащитного экрана на высоте 1,2 км.                            |
| T+00:11:29 | Слив топлива                                 | Автоматический слив оставшегося топлива — перекиси водорода.                                            |
| T+00:16:39 | Приводнение                                  | Капсула приводнилась в 679 км от места старта.                                                          |
| T+00:16:39 | Развертывание поисково-спасательной операции | Капсула выдвигает антенну связи и включает радиомаяк.                                                   |